# Petko Petkov
Petko Petkov   (Dimitrovgrad, 17 de maig de 1958) és un jugador de voleibol búlgar, ja retirat, que va competir durant les dècades de 1970 i 1980.
El 1980 va prendre part en els Jocs Olímpics d'Estiu de Moscou, on guanyà la medalla de plata en la competició de voleibol. Vuit anys més tard, als Jocs de Seül, després de no disputar els Jocs de Los Angeles pel boicot del bloc de l'Est, fou sisè en la mateixa competició. En el seu palmarès també destaquen una medalla de bronze en el Campionat del Món de voleibol de 1986 i dues medalles de bronze en el Campionat d'Europa de voleibol, el 1981 i 1983.
A nivell de clubs jugà al CSKA Sofia (1980-1987), equip amb el què guanyà set lligues búlgares, Ciesse Padova (1987-1988), Paifitalia Battipaglia (1988-1989) i Capurso Gioia del Colle (1989-1991).